# 国库委员会 (加拿大)
国库委员会（Treasury Board）是加拿大联邦的内阁委员会之一。它成立于1867年，并在1869年被赋予法定职权。
在加拿大的政治体系中，该委员会由部长组成。现任主席是斯科特·布里森（Scott Brison）。
国库委员会每周举行一次会议。
国库委员会的决策通常被视为内阁之决策。
国库委员会拥有的职权，广泛而重要，具体为：问责与道德准则、财政、人事、行政管理、审计、批准规章。
国库委员会拥有一个公共服务支持机构，即国库委员会秘书处（Treasury Board Secretariat, TBS）